# 3957 Sugie
3957 Sugie este un asteroid din centura principală, descoperit pe 24 iulie 1933 de Karl Reinmuth.